# Mary Grey

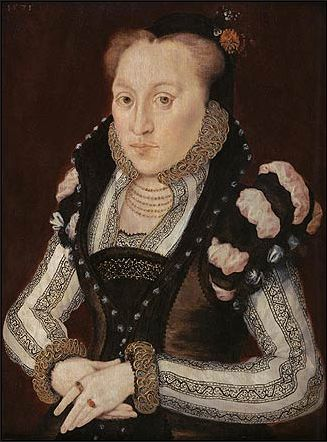
Portret van Mary Grey door Hans Eworth, 1571.

Lady Mary Grey (circa 1545 - 20 april 1578) was een Engelse edelvrouw.

## Levensloop

### Jeugd en aanspraken op de troon
Mary was de derde en jongste dochter van Henry Grey, hertog van Suffolk, uit diens huwelijk met Frances Brandon, dochter van Charles Brandon, hertog van Suffolk, en Maria Tudor, op haar beurt een dochter van koning Hendrik VII van Engeland. Ze had twee zussen: Jane Grey en Catherine Grey.
Als achterkleindochters van Hendrik VII konden Mary en haar zussen aanspraak maken op de Engelse kroon. Toen koning Eduard VI op 6 juli 1553 overleed, liet hij een testament na waarin hij Mary's oudste zus Jane, pas getrouwd met Guilford Dudley, aanwees als zijn opvolgster. Enkele weken eerder, op 25 mei 1553, werd de ongeveer achtjarige Mary verloofd met haar verre neef Arthur Grey, dochter van William Grey, baron Grey de Milton. Die laatste was een bondgenoot van John Dudley, onder het bewind van Eduard VI de facto regent van Engeland. De poging om Jane Grey op de Engelse troon te zetten mislukte: nadat ze negen dagen had geregeerd, koos de Koninklijke Raad van Engeland de zijde van Eduards katholieke halfzus Maria I. Die liet John Dudley executeren, maar spaarde de levens van Jane Grey, haar echtgenoot en haar vader. Na de onderdrukking van de opstand van Thomas Wyatt begin 1554, werden de drie uiteindelijk toch nog geëxecuteerd. Vervolgens werd ook de verloving van Mary Grey met Arthur Grey verbroken.
Op 1 maart 1555 hertrouwde haar moeder met haar stalmeester Adrian Stokes. Na haar dood in 1559 erfde Mary slechts een bescheiden deel van de bezittingen van haar moeder, het overgrote deel ging naar haar stiefvader. Enkele maanden eerder, in november 1558, was ze door de nieuwe koningin Elizabeth I benoemd tot hofdame. Omdat Elizabeth I kinderloos bleef, waren Mary en haar zus Catherine Grey de volgende in de lijn van troonsopvolging, zoals die volgens het testament van koning Hendrik VIII was bepaald, en mochten ze niet trouwen zonder toestemming van de koningin. In december 1560 huwde Catherine echter in het geheim met Edward Seymour, graaf van Hertford, tot grote ontevredenheid van de koningin. Het huwelijk was voltrokken door een onbekende priester, met Edward zus Jane Seymour, die niet veel later overleed, als enige getuige. Hierdoor kon de koningin doen alsof het huwelijk nooit had plaatsgevonden. Op 12 maart 1553 werd het huwelijk ongeldig verklaard en vanaf dan gold hun oudste zoon Edward als een bastaard. Zowel Edward Seymour als Catherine werden gevangengezet in de Tower en later onder huisarrest geplaatst.

### Huwelijk en huisarrest
Ondanks de desastreuze gevolgen van het huwelijk van haar zus Catherine, huwde ook Mary zonder toestemming van de koningin. Op 15 juli 1565 huwde ze in het geheim met Thomas Keyes (1524-1571), sergeant-bewaker van Elizabeth I. Toch had ze wel degelijk iets geleerd van het huwelijk van Catherine: op haar huwelijk waren verschillende getuigen aanwezig. Het was een ongewoon huwelijk, om verschillende redenen. Haar echtgenoot was van een lagere stand, meer dan dubbel zo oud als Mary en een weduwnaar met zes of zeven kinderen.
Na het huwelijk zou het echtpaar elkaar nooit meer terugzien. De koningin plaatste Mary onder huisarrest op het landgoed Chequers in Buckinghamshire, onder toezicht van William Hawtrey. Ze bleef daar twee jaar, terwijl haar echtgenoot naar Fleet Prison werd gestuurd. In augustus 1567 werd Mary, nog steeds onder huisarrest, gedwongen om bij haar stiefgrootmoeder Catherine Willoughby te gaan wonen, de tweede echtgenote van haar grootvader Charles Brandon. Ook daar bleef ze twee jaar. In die periode stierf Mary's zus Catherine en werd zij de facto de nieuwe troonopvolgster. In juni 1569 ging ze in het huis van koopman Thomas Gresham wonen: eerst in zijn huis in Bishopsgate, daarna in zijn landhuis in Osterley. Haar verblijf bij de Greshams was niet erg gelukkig: de halfblinde Gresham leed constant fysieke pijnen en zijn echtgenote Anne was niet tevreden met Mary's aanwezigheid.

### Laatste jaren en dood
Ondertussen werd Mary's echtgenoot Thomas Keyes in 1569 vrijgelaten uit Fleet Prison en kreeg hij de toelating om terug te keren naar Kent. Door de leefomstandigheden in de gevangenis was zijn gezondheid echter gebroken en twee jaar later, ten laatste in september 1571, overleed hij. Mary vroeg koningin Elizabeth I vervolgens om zijn kinderen uit zijn eerste huwelijk te mogen grootbrengen, maar haar verzoek werd afgewezen. In mei 1572, na zeven jaar onder strikte huisarrest te hebben geleefd, kreeg ze van de koningin wel de toelating om zich te mogen vestigen waar ze zelf wilde. Mary had evenwel geen vrienden bij wie ze kon intrekken en te weinig geld om zelfstandig te kunnen leven. Ze bleef daarom als ongewenste gast bij de Greshams, tot Sir Thomas haar voorstelde om in Beaumanor, Leicestershire te gaan wonen, waar haar stiefvader Adrian Stokes was hertrouwd met Anne Carew, de weduwe van Sir Nicolas Throckmorton. Ze bleef echter niet lang in Beaumanor en in februari 1573 betrok ze een huis in St Botolph without Aldgate, een Londense parish. Eind 1577 werd ze zelfs in ere hersteld door koningin Elizabeth I, toen ze benoemd werd tot een van haar hofdames.
In april 1578 stierf Mary als een van de vele slachtoffers van de pestepidemie die Londen had getroffen. Ze kreeg van koningin Elizabeth I een indrukwekkende begrafenis in Westminster Abbey en bijgezet in graftombe van haar moeder in de abdij. Haar positie als troonopvolgster ging volgens het testament van Hendrik VIII naar haar nicht Margaret Clifford, echtgenote van Henry Stanley, graaf van Derby, en dochter van Eleanor Brandon, de zus van Mary's moeder Frances Brandon.